# Magas vérnyomás
A hipertónia, más néven magas vérnyomás, vagy néha artériás hipertónia elterjedt krónikus kóros állapot, amelynek során emelkedik a vérnyomás az artériákban. Ehhez az emelkedéshez a szívnek a szokásosnál több munkájába kerül a vér erekben való keringtetése. A vérnyomás megállapítása két méréssel, a szisztoléssel és a diasztoléssel történik, ami attól függ, hogy a szívizom éppen összehúzódik (szisztolés) vagy ellazul (diasztolés) a szívverések között. A normál vérnyomás nyugalmi állapotban 100–140 Hgmm szisztolés (felső érték) és 60–90 Hgmm diasztolés (alsó érték) tartományon belül van. A magas vérnyomás ismérve, hogy az artériás vérnyomás tartósan meghaladja a 140 Hgmm szisztolés, illetve a 90 Hgmm diasztolés értéket.
A hipertónia besorolása szerint lehet elsődleges (esszenciális) hipertónia vagy másodlagos hipertónia. Az esetek mintegy 90-95%-a az elsődleges hipertónia kategóriába esik, ami olyan magas vérnyomást jelent, amelynek hátterében elsődleges betegség nem található. Az esetek fennmaradó 5-10%-át (a másodlagos hipertóniát) egyéb, a vesét, az artériákat, a szívet, vagy az endokrin rendszert érintő állapotok okozzák.
A magas vérnyomás jelentős kockázati tényező az érrendszeri, szív- és vesebetegségek kialakulásában. A hipertónia az egyik legfontosabb kockázati tényező a stroke, a szívinfarktus (akut miokardiális infarktus; AMI) („szívroham”), a szívelégtelenség, az artériatágulat aneurizma (pl. főverőér-tágulat aorta-aneurizma) és a perifériás artériás betegség esetén, és a krónikus vesebetegség egyik kiváltó oka. Már enyhe vérnyomás-emelkedés is károsodást okozhat a szervezetben, főleg ha egyéb érrendszeri kockázati tényezőkkel párosul. Az artériás vérnyomásnak még a mérsékelt emelkedése is összefügg a rövidebb várható élettartammal. Az étrend- és életmódbeli változások révén javítható a vérnyomás szabályozása, és csökkenthető a kapcsolódó egészségi szövődmények kockázata is, bár gyakran szükséges a gyógyszeres kezelés olyan személyeknél, akiknél az életmódbeli változtatások nem bizonyulnak hatékonynak vagy elégségesnek.
Becslések szerint évente 7 millió ember halálát okozza és további 1,5 milliárd ember életét nehezíti meg a túlságosan magas vérnyomás, illetve az ezzel járó szövődmények. A magas vérnyomás az egyik vezető halálozási ok világszerte. A betegség megelőzésével, diagnosztizálásával és kezelésével kapcsolatos információk minél szélesebb körű terjesztése, illetve a társadalom figyelmének felkeltése érdekében 2007 óta minden évben május 17-én tartják a Hipertónia Világnapot (World Hypertension Day). Magyarországon a Magyar Hypertonia Társaság szervez programokat, konferenciákat, illetve ingyenes szűrővizsgálatokat ezen a napon.

## A magas vérnyomás osztályozása
A magas vérnyomás diagnózisa életkoronként változhat.

### Felnőtteknél
Tizennyolc éves és annál idősebb embereknél akkor diagnosztizálják a magas vérnyomást, ha a szisztolés vagy diasztolés vérnyomás mért értéke az elfogadott normál értéknél folytonosan magasabb (ezek a normál értékek jelenleg: 139 Hgmm szisztolés, 89 Hgmm diasztolés; lásd az Osztályozás (JNC7) című táblázatot). Alacsonyabb (135 Hgmm szisztolés és 85 Hgmm diasztolés) küszöbértékeket használnak 24 órás ambuláns és otthoni megfigyelés esetén. A hipertóniára vonatkozó legújabb nemzetközi módszertani ajánlások a hipertónia-tartomány alatt is létrehoztak néhány kategóriát, amelyek a kockázat fennmaradását jelzik a normál tartományon belüli magasabb vérnyomásértékek esetén.
A JNC7 (2003) a „prehipertónia” kifejezést használja a 120–139 Hgmm szisztolés vagy 80–89 Hgmm diasztolés tartományba eső vérnyomásnál, míg az ESH-ESC európai ajánlások (2007) és a Brit Hipertónia Társaság (British Hypertension Society, BHS) IV. ajánlása (2004) optimális, normál és magas normál kategóriákra osztják fel a 140 Hgmm szisztolés és 90 Hgmm diasztolés értékek alatti vérnyomásértékeket.
A hipertóniát további alkategóriák szerint osztályozzák: a JNC7 megkülönbözteti az I. fokozatú hipertóniát, a II. fokozatú hipertóniát, valamint az izolált szisztolés hipertóniát. Az izolált szisztolés hipertónia megnövekedett szisztolés nyomást jelent normál diasztolés nyomás mellett, és időseknél fordul elő gyakran. Az ESH-ESC ajánlásokban (2007) és a BHS IV (2004) meghatároztak egy harmadik fokozatot is (III. fokozatú hipertónia), amelynél a szisztolés nyomás meghaladja a 179 Hgmm-t vagy a diasztolés nyomás meghaladja a 109 Hgmm-t.
A hipertónia „rezisztens” minősítésű akkor, ha a gyógyszerek nem csökkentik a vérnyomást normál szintre.

### Újszülötteknél és csecsemőknél
Az újszülöttek körében ritka a hipertónia, körülbelül 0,2-3%-nál fordul elő. Egészséges újszülötteknél nem mérik rutinszerűen a vérnyomást. A hipertónia gyakoribb a veszélyeztetett újszülötteknél. Annak eldöntéséhez, hogy egy újszülött vérnyomása normális-e, különböző tényezőket kell figyelembe venni. Ezek közé tartozik a terhesség időtartama, a fogamzás utáni időtartam és a születési súly.

### Gyermekeknél és serdülőknél
Gyermekeknél és serdülőknél elég gyakran fordul elő hipertónia (az életkor, a nem és az etnikai hovatartozás függvényében 2 és 9% között), és a rossz egészségi állapot hosszú távú kockázatait hordozza.
| Osztályozás (JNC7)            | Szisztolés nyomás | Szisztolés nyomás | Diasztolés nyomás | Diasztolés nyomás |
| Osztályozás (JNC7)            | Hgmm              | kPa               | Hgmm              | kPa               |
| ----------------------------- | ----------------- | ----------------- | ----------------- | ----------------- |
| Normál                        | 90–119            | 12–15,9           | 60–79             | 8,0–10,5          |
| Prehipertónia                 | 120–139           | 16,0–18,5         | 80–89             | 10,7–11,9         |
| I. fokozatú hipertónia        | 140–159           | 18,7–21,2         | 90–99             | 12,0–13,2         |
| II. fokozatú hipertónia       | ≥ 160             | ≥ 21,3            | ≥ 100             | ≥ 13,3            |
| Izolált szisztolés hipertónia | ≥ 140             | ≥ 18,7            | < 90              | < 12,0            |

Napjainkban a szakértők azt javasolják, hogy a harmadik életévüket betöltött gyermekeknél a rutinszerű orvosi ellátáskor vagy a felülvizsgálatok alkalmával vérnyomásmérésre is kerüljön sor. Gyermekeknél a magas vérnyomás jelenlétét többszöri orvosi vizsgálattal lehet csak igazolni. A vérnyomás gyermekkorban a kor előrehaladtával emelkedik, és gyermekeknél akkor állapítanak meg magas vérnyomást, ha az átlagos szisztolés vagy diasztolés vérnyomás három vagy több alkalommal eléri vagy meghaladja a gyermek nemének, korának és magasságának megfelelő 95. százalékosztályt. Gyermekek esetében akkor beszélünk prehipertóniáról, ha az átlagos szisztolés vagy diasztolés vérnyomás eléri vagy meghaladja a 90. százalékosztályt, de a 95. százalékosztály alatt marad. A serdülőknél a hipertóniát és a prehipertóniát javallott ugyanazon kritériumok alapján diagnosztizálni és minősíteni, mint a felnőtteknél.

## A magas vérnyomás tünetei

### Az elsődleges hipertónia tünetei
A hipertóniát ritkán kísérik tünetek, és felismerése általában szűrés révén, illetve olyankor történik, ha a beteg egy ettől független probléma miatt vesz igénybe egészségügyi ellátást. A magas vérnyomásban szenvedők egy része fejfájásról (cephalalgia) (különösen a fej hátsó részében és reggel), valamint állandó szédülésről (vertigo), fülzúgás/csengésről (tinnitus), látászavarról, illetve ájulási epizódokról (collapsus) számol be. További jelei lehetnek a fáradtságérzet, a nehézlégzés (dyspnoe), az orrvérzés (epistaxis), a mellkasi fájdalom (angina pectoris) és az idegesség. Igen gyakran előfordul, hogy a hipertónia szövődményeként károsodott szervek (pl. szív) okoznak különböző tüneteket.
Fizikális vizsgálat során hipertónia gyanújára adhat okot, ha a szem hátsó részén található szemfenék szemtükrözéses (oftalmoszkópiás) vizsgálata kezdetben kereszteződési tünetet, előrehaladottabb stádiumban hipertóniás retinopathiát mutat ki. A hipertóniás retinopathia mértékét súlyosságtól függően hagyományosan I–IV. fokozatokra osztják, noha nem könnyű különbséget tenni az enyhébb típusok között. Az oftalmoszkópiás eredmények azt is jelezhetik, hogy mennyi ideje áll fenn a hipertónia az illetőnél.

### Másodlagos hipertónia

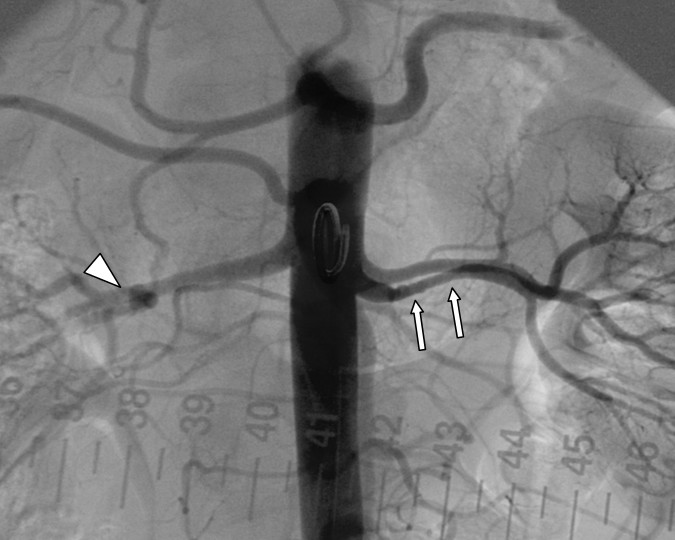
Veseartéria-szűkület röntgenképe

Néhány további jel és tünet másodlagos hipertóniára utalhat, azaz olyan magas vérnyomásra, amelynek kiváltó oka meghatározható, például vesebetegség vagy endokrin betegség. A mellkasi vagy hasi elhízás, a glükóz intolerancia, a holdvilágarc, a „bölénypúp” és a lila striák például Cushing-szindrómára utalnak. A pajzsmirigy betegsége (túlműködése) és az akromegália is okozhat magas vérnyomást, valamint jellegzetes panaszokat és tüneteket. A hasi zörej jelezhet vese-artéria sztenózist (az arteria renálisok, a veséket ellátó artériák szűkületét), az alsó végtagok csökkent vérnyomása és/vagy a késleltetett vagy kihagyó combartéria-pulzus (arteria femoralis pulzus) pedig szívhez közeli aortaszűkületet (aorta koarktáció) jelezhet. A fejfájással, fokozott szívdobogással, sápadtsággal vagy verejtékezéssel kísért ingadozó hipertónia alapján Mellékvesevelő-daganat (feokromocitóma) feltételezhető.

### Hipertóniás krízisek
A súlyosan magas vérnyomást (mely eléri vagy meghaladja a szisztolés 180 vagy diasztolés 110 értéket, és néha rosszindulatú vagy gyorsított hipertóniának nevezik) „hipertóniás krízis”-nek is nevezik. Az e szinteket meghaladó vérnyomásértékek a szövődmények magas kockázatát jelzik. Vannak, akiknél az ebbe a tartományba eső vérnyomás mellett sem jelentkeznek tünetek, ám körükben nagyobb valószínűséggel számolnak be fejfájásról (az esetek 22%-ában) és szédülésről, mint az átlagnépesség körében. A hipertóniás krízis egyéb kísérő tünetei közé tartozhat a látás romlása és a szívelégtelenség miatti légszomj, illetve a veseelégtelenség miatti általános rossz közérzet. A legtöbb hipertóniás krízisben szenvedő embernél ismert a magas vérnyomás ténye, de további kiváltó okok vezethettek a hirtelen emelkedéshez.
„Hipertóniás vészhelyzet” – korábbi nevén „rosszindulatú magas vérnyomás” – lép fel akkor, ha bizonyíték van egy vagy több szerv súlyosan megemelkedett vérnyomás miatt bekövetkező közvetlen károsodására. Az ilyen károsodások közé tartozhat az agyi duzzanat és diszfunkció okozta hypertenzív enkefalopátia, amelynek jellemzője a fejfájás, émelygés, hányás és a megváltozott tudati szint (zavartság vagy álmosság, súlyos esetben kóma). A retina papillödéma és/vagy a szemfenék bevérzései és váladékozása is a célszerv károsodását jelzik. A mellkasi fájdalom jelezheti a szívizom károsodását (súlyosbodása esetén infarktust) vagy néha aorta dissectiót, az aortafal rétegeinek bevérzés okozta szétválását (disszekáló aneurizma). A légszomj, a köhögés és a véres köpet jellemző jelei a tüdőödémának. Ez a betegség a tüdőszövet duzzanata balkamra-elégtelenség miatt, mely esetben a szív balkamrája nem képes a vért megfelelően a tüdőből az érrendszerbe pumpálni. A veseműködés gyors romlása (heveny vesekárosodás) és microangiopathiás hemolitikus anémia (vérsejtek pusztulása) is előfordulhat. Ilyen helyzetben a további szervkárosodás megfékezése érdekében feltétlenül szükséges a vérnyomást gyorsan csökkenteni. Ezzel szemben nincs bizonyíték arra, hogy a vérnyomást gyorsan csökkenteni kellene olyan hipertóniás vészhelyzetekben, ahol nincs bizonyíték a célszerv károsodására és a vérnyomás túlságosan drasztikus csökkenése nem kockázatmentes. Hipertóniás vészhelyzetekben javasolt a vérnyomást szájon át szedett gyógyszerekkel 24–48 óra alatt fokozatosan csökkenteni.

### Terhesség esetén
Hipertónia a terhességek mintegy 8-10%-ában fordul elő. A terhesség alatt hipertóniában szenvedő nők legtöbbjénél már a terhesség előtt is fennáll az elsődleges hipertónia. A terhesség alatti magas vérnyomás a preeklampszia első jele lehet, amely a terhesség második felében és a szülést követő első hetekben előforduló súlyos állapot (rángógörcs). A preeklampsziára jellemző az emelkedett vérnyomás és a fehérje jelenléte a vizeletben. A terhességek mintegy 5%-ánál fordul elő, és világszerte az összes anyai halálozás körülbelül 16%-áért felelős. A preeklampszia a perinatális mortalitást is kétszeresére növeli. A preeklampsziának általában nincsenek tünetei, és rutinszerű szűrővizsgálattal észlelhető. Ha a preeklampszia tüneteket produkál, akkor ezek leggyakrabban a fejfájás, a látászavarok (gyakran „villogó fény”), a hányás, a gyomortáji fájdalom és az ödéma (püffedés). A preeklampszia néha életveszélyes állapottá, az úgynevezett eklampsziává súlyosbodhat, és több súlyos szövődménnyel jár. Ezek a szövődmények többek között a látásvesztés, az agyödéma, a görcsrohamok, a veseelégtelenség, a tüdőödéma és a disszeminált intravasculáris coaguláció (DIC, azaz a véralvadás zavara).

### Csecsemőknél és gyermekeknél
Újszülötteknél és csecsemőknél a növekedési zavarok, a rohamok, az ingerlékenység, a levertség erőtlenség és a gyermekkori légzési zavarok kapcsolatba hozhatóak a magas vérnyomással. Idősebb csecsemőknél és gyermekeknél a hipertónia okozhat fejfájást, megmagyarázhatatlan ingerlékenységet, fáradtságot, növekedési zavart, homályos látást, orrvérzést és arcidegbénulást.

## Szövődmények

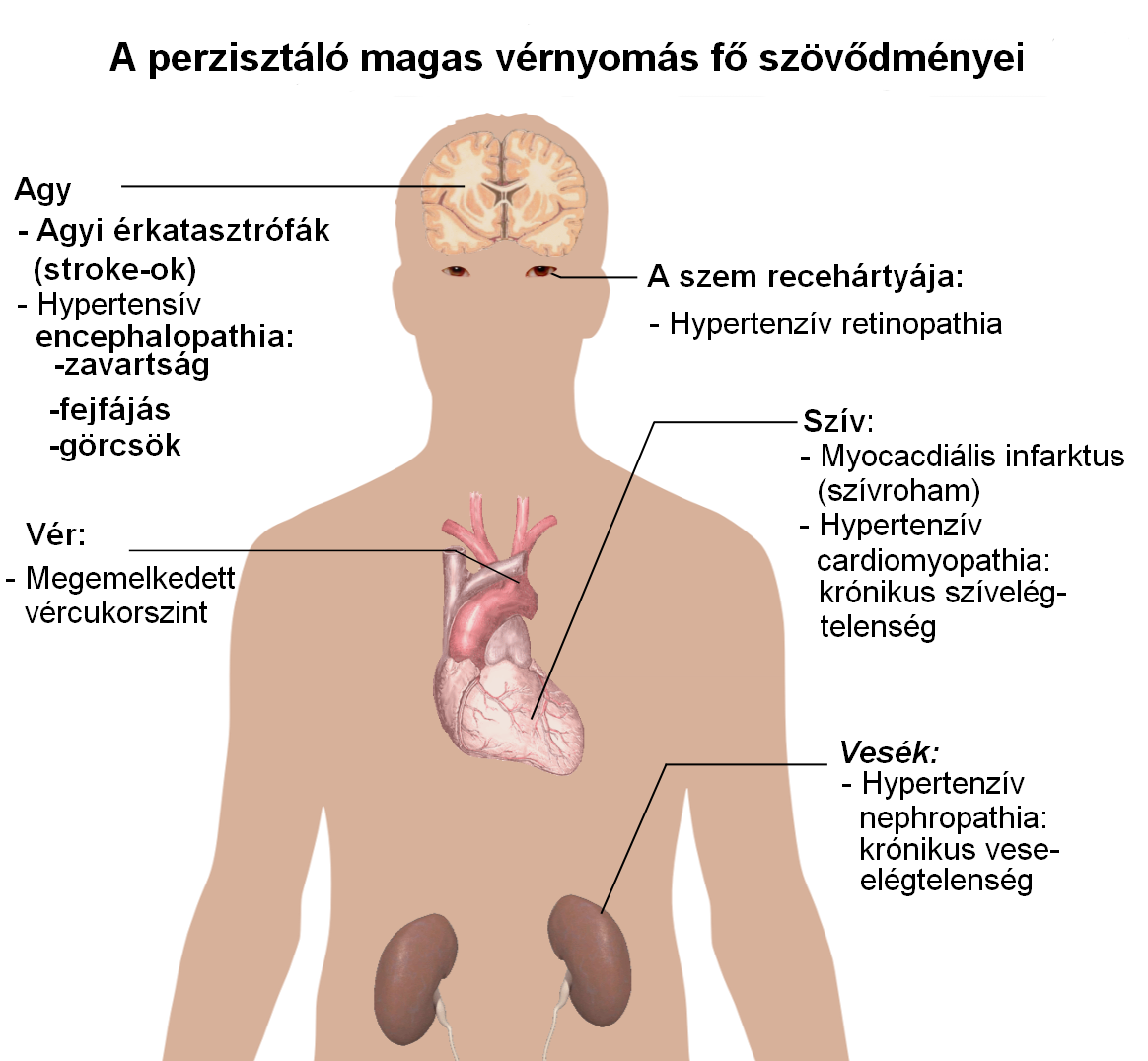
A tartós magas vérnyomással járó főbb szövődményeket szemléltető ábra

A hipertónia világszerte a korai halálozás legjelentősebb megelőzhető kockázati tényezője. A tartós magas vérnyomás általában az agyat, a szív- és érrendszert, a veséket és a szemet károsíthatja.
Szív és érrendszer
A hipertónia megnöveli az iszkémiás szívbetegség (koszorúér-betegség), a agyi érkatasztrófa, a perifériás érbetegség és más szív- és érrendszeri betegségek kockázatát, beleértve a szívelégtelenséget, a szívinfarktust, az aorta aneurizmát, a diffúz érelmeszesedést, az érszűkületet és a tüdőembóliát.
Agy
A hipertónia kockázati tényező az agyi érkatasztrófa, a kognitív károsodás és az elbutulás (dementia) kialakulásában.
Szem
- Hipertóniás retinopathia[32]

Vese
- Hipertóniás nephropathia,[33] veseelégtelenség, idült vesebetegség

## Kiváltó okok
A magas vérnyomás kialakulásának pontos oka legtöbbször ismeretlen. Az esetek többségében nem áll mögötte szervi elváltozás, ebben az esetben úgynevezett elsődleges (primer) vagy ismeretlen eredetű (esszenciális) hipertóniáról beszélünk. Ezzel szemben a másodlagos hipertónia meghatározható kiváltó okra vezethető vissza.

### Elsődleges hipertónia
Az elsődleges (esszenciális) hipertónia a magas vérnyomás leggyakoribb formája, amely az összes eset 90-95%-át teszi ki. A vérnyomás szinte minden mai társadalomban az öregedéssel párhuzamosan emelkedik, és az öregkorban a magas vérnyomás kialakulásának kockázata jelentős. A hipertónia a gének és a környezeti tényezők bonyolult kölcsönhatásából ered. Számos olyan, gyakori gént azonosítottak, amelyek csekély hatással vannak a vérnyomásra, valamint néhány ritka gént is, amelyek nagy hatással vannak a vérnyomásra, de a magas vérnyomás genetikai alapja még mindig kevéssé ismert. Több környezeti tényező befolyásolja a vérnyomást. A vérnyomást csökkentő életmódbeli tényezők közé tartozik a étkezési sóbevitel csökkentése, a gyümölcsök és alacsony zsírtartalmú termékek fogyasztásának növelése (DASH-étrend, azaz Dietary Approaches to Stop Hypertension, magyarul „Étrendi ajánlás a hipertónia megállítására”). A testmozgás, a fogyás és az alkohol bevitelének csökkentése ugyancsak segít a vérnyomás csökkentésében. Kevésbé egyértelmű néhány egyéb tényező, így a stressz, a koffeinfogyasztás, és a D-vitamin hiány esetleges szerepe. Egyes vélekedések szerint az inzulinrezisztencia, ami elhízás esetén gyakran előfordul, és egyik eleme az X-szindrómának (vagy metabolikus szindrómának), is hozzájárul a magas vérnyomáshoz. Újabb vizsgálatok az élet korai szakaszának egyes eseményeit (például alacsony születési súlyt, az anya dohányzását és a szoptatás hiányát) is kockázati tényezőként nevezték meg a felnőttkori elsődleges hipertónia szempontjából, Továbbra sem ismert, hogy ezek a kitettségek hogyan függenek össze a felnőttkori magas vérnyomással.
További ismert kockázati tényezők, amelyek elősegítik az elsődleges hipertónia kialakulását:
- öröklött hajlam;
- túlsúlyosság;
- mozgáshiány;
- stressz;
- a túlzott sófogyasztás.

### Másodlagos hipertónia
A másodlagos hipertónia meghatározható kiváltó okra vezethető vissza. A magas vérnyomás leggyakoribb másodlagos oka a vesebetegség. A magas vérnyomást okozhatják endokrin állapotok is, például Cushing-szindróma, hyperthyreosis, hypothyreosis, acromegalia, Conn-szindróma vagy primer hiperaldoszteronizmus, hyperparathyreosis és feokromocitóma. A másodlagos hipertónia egyéb okai közé tartozik a túlsúlyosság („almatípusú” elhízás), az alvási apnoe, a terhesség, az aorta koarktáció, az édesgyökér túlzott fogyasztása, valamint bizonyos vényköteles gyógyszerek, gyógynövény-kivonatok és illegális kábítószerek.
A másodlagos magas vérnyomás néhány kiváltó oka:
Vesebetegségek
- veseartéria-szűkület
- vesemedence-gyulladás (pielonefritisz)
- vesegyulladás (glomerulonefritisz)
- vesetumor
- policisztás vese
- vesesérülés
- a veséket érintő sugárterápia

Hormonális betegségek
- pajzsmirigy-túlműködés
- inzulinrezisztencia vagy cukorbetegség
- hiperaldoszteronizmus
- Cushing-kór
- feokromocitóma
- akromegália

Egyéb betegségek
- aorta koarktáció
- arterioszklerózis
- préeklampszia
- akut intermittáló profíria
- heveny ólommérgezés

Gyógyszerek
- nem-szteroid gyulladásgátlók
- orális fogamzásgátlók
- kortikoszteroidok
- ciklosporin
- eritropoetin

Egyéb
- kokain
- alkoholizmus
- édesgyökér fogyasztása nagy mennyiségben

## Kórélettan
Az esszenciális (elsődleges) hipertóniával diagnosztizált emberek többségénél a magas vérnyomás a véráramlással szembeni fokozott ellenállásnak (a teljes perifériás ellenállásnak) tudható be, míg a perctérfogat (a szív teljesítménye) normális marad. Bizonyított tény, hogy egyes, a magas vérnyomást megelőző állapotban (prehipertóniában) lévő, vagy a magas vérnyomás határesetében szenvedő fiatalabb embereknél magas perctérfogat, emelkedett pulzusszám és normális perifériás ellenállás van jelen. Ezt a kondíciót nevezik hiperkinetikus borderline hipertóniának. Ezeknél az egyéneknél az igazolt esszenciális hipertónia szokásos jellemzői későbbi életszakaszukban alakulnak ki, ahogy a korral csökken perctérfogatuk és nő a perifériás ellenállás. Vitatott, hogy ez a minta jellemző-e mindazokra, akiknél végül hipertónia alakul ki. Az igazolt hipertóniánál fellépő fokozott perifériás ellenállás főként a kis artériák és kis verőerek érfalszűkületének tudható be. A hajszálerek számának vagy sűrűségének csökkenése is hozzájárulhat a perifériás ellenállás növekedéséhez. A hipertóniát összefüggésbe hozzák a perifériás erek rugalmasságának csökkenésével is, ami növelheti a vénás visszaáramlást és a szív előterhelését, és végül diasztolés diszfunkciót okozhat. Nem egyértelmű, hogy a fokozott aktív érszűkület szerepet játszik-e az igazolt esszenciális hipertóniában.

Az artériás nyomást befolyásoló tényezőket ismertető diagram

A pulzusnyomás (a szisztolés és diasztolés vérnyomás közti különbség) gyakran emelkedik a hipertóniában szenvedő időseknél. Ez azt jelentheti, hogy a szisztolés nyomás rendellenesen magas, de a diasztolés nyomás normális vagy alacsony is lehet. Ennek az állapotnak az elnevezése izolált szisztolés hipertónia. A nagy pulzusnyomást a hipertóniában vagy izolált szisztolés hipertóniában szenvedő időseknél a fokozott artériás merevség magyarázza, amely szokásos kísérője az öregedésnek, és súlyosbíthatja a magas vérnyomás.
A verőérrendszerek ellenállásának fokozódását hipertónia esetén többféleképpen is próbálták magyarázni. A bizonyítékok legtöbbje az alábbi okok valamelyikére vagy mindkettőre enged következtetni: 
- A vese só- és vízkezelésének zavarai, különösen a vesén belüli renin-angiotenzin rendszer rendellenességei[58]
- A szimpatikus idegrendszer rendellenességei[59]

Ezek a mechanizmusok nem zárják ki egymást, és valószínű, hogy a legtöbb esetben valamilyen mértékben mindkettő hozzájárul az esszenciális hipertóniához. Olyan elgondolás is felmerült, hogy az endothel diszfunkció (a vérerek belső felszínének diszfunkciója) és a véredények gyulladása is hozzájárulhat a magas vérnyomásnál előforduló fokozott perifériás ellenálláshoz és az érrendszeri károsodáshoz.

## Diagnózis
A hipertónia diagnózisát a tartósan magas vérnyomás alapján állítják fel. Hagyományosan ehhez három különálló, vérnyomásmérővel végzett mérés szükséges, melyek között egy-egy hónap telik el. Magyar ajánlás szerint az orvosi rendelőben öt perces különbséggel két mérést kell végezni, majd ezek eredményét átlagolni.
| Szervcsoport                                              | Vizsgálatok |
| --------------------------------------------------------- | --- |
| Vese                                                      | Mikroszkópos vizeletvizsgálat, fehérjevizelés, vérszérum vér karbamid nitrogén (BUN) (vér karbamid nitrogén) és/vagy kreatinin |
| Endokrin                                                  | Vérszérum nátrium, kálium, kalcium, TSH (pajzsmirigyserkentő hormon).                                                          |
| Metabolikus                                               | Éhgyomri vércukor, összes koleszterin, HDL és LDL koleszterin, triglicerid                                                     |
| Egyéb                                                     | Hematokrit, elektrokardiográfia és mellkasröntgen                                                                              |
| Forrás: Harrison's principles of internal medicine, mások | |

A hipertóniás betegek első felmérésének tartalmaznia kell a teljes kórtörténetet és a fizikális vizsgálatot. Mivel ma már rendelkezésre állnak 24 órás ambuláns vérnyomás-monitorok és otthoni vérnyomásmérő eszközök, és fontos, hogy az egészségügyi környezetben mért magasabb vérnyomás következtében ne legyen téves a diagnózis, a protokollok megváltoztak. Az Egyesült Királyságban jelenleg a legjobb gyakorlat szerint az egyszeri emelkedett klinikai leolvasást ambuláns mérés is követi. Az utókövetés kevésbé ideális esetben otthoni vérnyomásmérővel is végezhető, hét napon át. Az otthoni vérnyomásmérés előnye, hogy az orvos jobban meg tudja ítélni az antihypertenzív terápia hatékonyságát és a beteg életvitelét is kevésbé zavarja.
Miután magas vérnyomást diagnosztizáltak, az orvosok megpróbálják meghatározni a kiváltó okot a kockázati tényezők és egyéb tünetek alapján (ha vannak ilyenek). A másodlagos hipertónia gyakoribb a serdülőkort még el nem ért gyermekeknél, és körükben a legtöbb esetben vesebetegség a kiváltó ok. Az elsődleges vagy esszenciális hipertónia gyakoribb a serdülőknél, és több kockázati tényezője van, köztük az elhízás és a családban előforduló magas vérnyomás. Laboratóriumi vizsgálatokat is lehet végezni a másodlagos hipertónia lehetséges okainak meghatározása céljából, és annak megállapítása érdekében, hogy a hipertónia okozott-e károsodást a szívben, a szemben, illetve a vesében. Általában sor kerül kiegészítő vizsgálatokra cukorbetegség és magas koleszterinszint tekintetében, mivel ezek az állapotok további kockázati tényezőket jelentenek szívbetegség kialakulása szempontjából, és kezelést igényelhetnek.
Magyarországon ajánlott vizsgálatok hipertónia diagnózisakor
- Rutin vizsgálatok
  - elektrokardiogram
  - vizeletvizsgálat
  - éhomi vércukor, vérkép
    - a vér kálium, kreatinin, húgysav értékei
    - lipid profil (9-12 óra éheztetést követően), összes koleszterol (Tchol), HDL és LDL koleszterin, TG
    - számított kreatinin clearance vagy GFR (glomeruláris filtrációs ráta) érték
- Ajánlott vizsgálatok
  - echokardiográfia
  - carotis ultrahang
  - boka-kar index
  - szemfenéki kép
  - vércukor terheléses vizsgálat
  - ambuláns vérnyomás-monitorozás
  - pulzushullám-terjedés

MA diagnózis felállítása során mérik a szérum kreatinint is, melynek révén felmérhető a vesebetegség jelenléte, ami a magas vérnyomásnak kiváltó oka és következménye is lehet. A szérum kreatinin önmagában túlbecsülheti a glomeruláris filtrációs rátát. A legújabb módszertani ajánlások szerint a glomeruláris filtrációs ráta becsléséhez (eGFR-hez) olyan prediktív egyenletek alkalmazása javallott, mint például az MDRD (Modification of Diet in Renal Disease) képlet. Az eGFR olyan vesefunkció-alapméréseket is biztosíthat, amelyek segítségével meg lehet figyelni bizonyos vérnyomáscsökkentő gyógyszerek vesefunkcióra kifejtett mellékhatásait. Ezenkívül a vizeletminták fehérjevizelés (proteinuria) vizsgálata is felhasználható a vesebetegség másodlagos indikátoraként. Elektrokardiogram (EKG) vizsgálat segítségével kereshető bizonyíték arra nézve, hogy a magas vérnyomás túlzottan igénybe veszi a szívet. Ez jelezheti azt is, ha a szívizomban vastagodás található (balkamrai hipertrófia), vagy ha a szívben korábban már előfordult kisebb zavar, például néma szívroham. Mellkasröntgen vagy echokardiogram segítségével is kereshetőek a szívnagyobbodás vagy szívkárosodás jelei.

## Szövődmények
A hipertónia legáltalánosabb szövődményei
- a koszorúér-betegség (szívinfarktusveszély);
- a szívelégtelenség;
- a különféle agyi szövődmények (pl. agyi érkatasztrófa), amelynek következménye lehet a lebénulás, beszédzavar, gondolkodási képtelenség;
- a veseelégtelenség;
- az érszűkület (ha cukorbetegséggel, dohányzással, magas vérzsírszinttel társul).

Mivel a magas vérnyomás sokáig nem okoz panaszt, általában túl későn ismerik fel, amikor már egyéb károsodások is felléptek. Téves az a felfogás, hogy előrehaladott életkorban a magasabb vérnyomás is normálértéknek minősül, és nem okoz károsodást. Ezzel ellentétben az idősebb emberek a legveszélyeztetettebbek körébe tartoznak, ha magas a vérnyomásuk. A hipertónia kezeltetése ajánlott, ha a vérnyomás ismételten meghaladja a 140/90 Hgmm-es értéket.

## Megelőzés
A hipertóniás betegek jelentős része nincs tudatában az állapotának.
Az egész népességet érintő intézkedésekre van szükség a magas vérnyomás következményeinek csökkentése és a vérnyomáscsökkentő gyógyszerekkel folytatott terápia szükségességének visszaszorítása érdekében. A gyógyszeres kezelés megkezdése előtt életmódbeli változtatások javasoltak a vérnyomás csökkentése érdekében. A Brit Hipertónia Társaság (British Hypertension Society) 2004-es módszertani ajánlásai a következő életmódbeli változtatásokat javasolják mindenkinek, melyek összhangban állnak az Egyesült Államok magas vérnyomással kapcsolatos nemzeti ismeretterjesztő programja (National High BP Education Program) 2002-ben felvázolt ajánlásaival, és céljuk az elsődleges magas vérnyomás kialakulásának megelőzése:
- Normál testsúly (pl. testtömeg-index 20-25 kg/m²) fenntartása
- Étrendi nátriumbevitel csökkentése napi <100 mmolra (<6 g nátrium-klorid vagy <2,4 g nátrium naponta)
- Rendszeres aerob testmozgás végzése, például gyors gyaloglás (≥ 30 perc naponta, a hét szinte minden napján)
- Az alkoholfogyasztás korlátozása férfiaknál legfeljebb napi három, nőknél legfeljebb napi két egységre
- Gyümölcsben és zöldségben gazdag étrend követése (legalább öt adag naponta)

Az eredményes életmódbeli változtatás a vérnyomást éppen annyira csökkentheti, mint a vérnyomáscsökkentő gyógyszer. Két vagy több életmódbeli változtatás kombinálásával még jobb eredményeket lehet elérni.

## Kezelés
| A kezelés elemei | Ajánlás | Hatása                 |
| --- | --- | ---------------------- |
| Testsúlycsökkenés | Optimális a <25 BMI elérése vagy fenntartása | 5-20 Hgmm/10 kg fogyás |
| Sófogyasztás csökkentése | A só (NaCl) fogyasztásának mérséklése napi <6 grammra | 2-8 Hgmm               |
| Étrend | Mediterrán étrend vagy DASH étrend: zöldség, gyümölcs, zsírszegény tejtermékek fogyasztása, telített zsírok fogyasztásának csökkentése, kálium és kalciumdús étrend | 8-14 Hgmm              |
| Rendszeres fizikai aktivitás | Napi, legalább heti 3x 30-60 perc, életkornak megfelelő fizikai aktivitás a szubmaximális frekvencián                                                               | 4-9 Hgmm               |
| Alkoholfogyasztás csökkentése | Férfiaknál max. 20-30 g/nap, nőknél max. 10-20 g/nap | 2-10 Hgmm              |
| Forrás: A hypertonia betegség felnőttkori és gyermekkori kezelésének szakmai és szervezeti irányelvei a Magyar Hypertonia Társaság ajánlása | |                        |

A Magyar Hypertonia Társaság által 2009-ben kiadott irányelvek alapján a vérnyomás csökkentése életmód-változtatással és/vagy gyógyszeres kezeléssel nagymértékben csökkenti a súlyos kardio-cerebrovaszkuláris eseményeket, illetve csökkenti a vesekárosodás mértékét. A terápia célja a vérnyomáscsökkentés mellett a célszerv károsodások és a társbetegségek gyógyítása is. A magas vérnyomástól szenvedő beteg teljes állapotának felmérése után határozzák meg, hogy milyen kockázati csoportba tartozik és ennek megfelelően milyen kezelésre (azonnali antihypertensív gyógyszeres terápia, további monitorozás, életmódbeli változtatások, egyéb rizikófaktorok kiiktatása) van szüksége. Ilyenkor megjelölik az elérni kívánt célvérnyomásértékeket is (120–140/70–80 Hgmm).

### Életmódbeli változtatások
A magas vérnyomás kezelésének első fajtája azonos az ajánlott megelőző életmódbeli változtatásokkal, és a következőket elemeket tartalmazza: étrendi változtatások, testmozgás, túlsúlycsökkentés, egészségesebb étrend, dohányzás abbahagyása és a kávé (koffein) fogyasztásának csökkentése. Mindezekről a változtatásokról kimutatták, hogy jelentősen csökkentik a hipertóniában szenvedők vérnyomását. Az életmódbeli változások akkor is ajánlottak, ha a vérnyomás olyan szintre emelkedik, amely indokolja az azonnali gyógyszerezést.
A hipertónia visszaszorítása érdekében a lelki stressz csökkentését célzó különböző programokat hirdetnek, mint például a biofeedback (biológiai visszacsatolás), a relaxáció, vagy a meditáció. A tudományos vizsgálatok azonban többnyire nem támasztják alá ezek hatásosságát, mivel ezek a tanulmányok általában gyenge minőségűek.

#### Étrendi változtatások
Jelentős előnyökkel jár az étrendi változtatás, mint például az alacsony nátriumtartalmú étrend. A hosszú távú (több mint 4 hetes) alacsony nátriumtartalmú étrend fehérbőrű embereknél hatékonyan csökkenti a vérnyomást, mind magas, mind normális vérnyomásúaknál. Szintén csökkenti a vérnyomást a gyümölcsökben, zöldségekben, alacsony zsírtartalmú tejtermékekben gazdag étrend (ún. DASH étrend), amelyet az Egyesült Államokban a National Heart, Lung, and Blood Institute népszerűsít. Az étrend egyik fő jellemzője a nátriumbevitel korlátozása, bár az étrend káliumban, magnéziumban, kalciumban, valamint fehérjében is gazdag. Magas vérnyomás esetén az alkoholfogyasztást férfiaknál napi 20-30 grammban, nőknél 10-20 grammban célszerű korlátozni, kivéve, ha valamelyik társbetegség miatt az alkoholfogyasztás ellenjavallt.

#### Fizikai aktivitás
A magas vérnyomás kezelésére ajánlott az életkornak megfelelő aerob kapacitás 70%-át, illetve a szubmaximális szívfrekvenciát nem meghaladó, rendszeres fizikai aktivitás: gyaloglás, kocogás-futás, kerékpározás, úszás legalább hetente háromszor, de lehetőleg minden nap, alkalmanként 30-60 perces időtartamban.
A fizikai mozgás hatására értágító anyagok (nitrogén-monoxid, prosztaglandin, endorfin) szintje megnő a vérben, míg csökken az ereket szűkítő anyagok szintje. Emellett javul az endotheldiszfunkció és ezzel párhuzamosan az erek tágulékonysága is. A fizikai mozgás hatására csökkenő nyugalmi pulzusszám, csökkenő pulzus- és perctérfogat szintén vérnyomást csökkentő hatású. A mozgás emellett mérsékli az elhízást, jó hatással van az általános közérzetre és csökkenti a belső feszültséget, a stresszt is.
A fentiek ellenére nem ajánlott az ellenőrzés nélküli testedzés, a nagyon magas pulzusszámot eredményező sportok, vagy a préseléssel, erőlködéssel járó sportok.

### Gyógyszeres kezelés
A magas vérnyomás kezelésére jelenleg többféle vérnyomáscsökkentő gyógyszer létezik, amelyek különböző csoportokba oszthatók. A kardiovaszkuláris kockázat (beleértve a szívinfarktus és a stroke esélyét) és a mért vérnyomásérték határozzák meg az előírt gyógyszereket. A vérnyomáscsökkentő készítmények alkalmazásának alapelvei (a készítménytől függetlenül):
- nagy kardiometabolikus kockázat mellett már emelkedett vérnyomás esetén is szükséges a gyógyszeres kezelés
- a kezelést a gyógyszer(ek) legkisebb hatékony dózisával kell elkezdeni
- napi egyszeri adagolású, 24 órás hatású készítmények javasoltak
- törekedni kell a vérnyomás mielőbbi normalizálására
- a nagyobb hatékonyság érdekében és elsősorban magas kockázatú betegeknél, illetve ha a beteg vérnyomása 20/10 Hgmm-rel magasabb a célvérnyomásnál, szükséges lehet rögtön a gyógyszer-kombinációk alkalmazása[74]

Amennyiben gyógyszeres kezelésre kerül sor, a JNC-7 (amerikai) módszertani ajánlás azt javasolja, hogy az orvos kísérje figyelemmel a kezelést és mérje fel a gyógyszer hatására kialakult kedvezőtlen változásokat. Ha a vérnyomás 5 Hgmm-rel csökken, 34%-kal csökken a stroke kockázata és 21%-kal az iszkémiás szívbetegségé. A vérnyomás csökkentése a következő betegségek kockázatát is csökkenti: demencia (elbutulás), szívelégtelenség és szív- és érrendszeri betegségek következményeként bekövetkező halandóság.
A kezelés célja, hogy a vérnyomást legalább 140/90 Hgmm alá szorítsa, a cukorbetegségben vagy vesebetegségben szenvedőknél pedig ennél is alacsonyabbra. Néhány egészségügyi szakember 120/80 Hgmm alatti vérnyomást ajánl. 
Ha a kezelés megkezdésekor kitűzött célvérnyomást nem sikerül elérni vagy beállítani, további kezelésre van szükség.
A megfelelő gyógyszer és kezelés kiválasztásának legalkalmasabb módját meghatározó irányelvek az idők során változtak és országonként is eltérnek. Nincs egyetértés a szakértők között abban, hogy melyik a legjobb gyógyszer. A Cochrane Együttműködés, az Egészségügyi Világszervezet (WHO), és az Egyesült Államok irányelvei kezdeti kezelésnek az alacsony dózisú tiazid típusú vizelethajtók használatát javasolják. A brit ajánlások a kalciumcsatorna-gátlók használatát részesítik előnyben 55 éves kor felett, valamint afrikai és karibi származású betegek esetén. Ugyanezek az ajánlások az ACE-gátlók (angiotenzin-konvertáló enzim gátlók) használatát javasolják a fiatalabb betegek számára. Japánban a következő hat gyógyszercsoport bármelyikét előírhatja az orvos: kalciumcsatorna-gátlók, ACE-gátlók, ARB-k (angiotenzin-receptor blokkolók), tiazid vizelethajtók, béta receptor blokkolók, és alfa receptor blokkolók. Az alfa-blokkolókat kivéve az előbb felsorolt gyógyszerek javasoltak Kanadában is.

#### Kombinált gyógyszeres kezelés
Sok embernek egynél több gyógyszerre van szüksége a hipertónia szabályozásához. A JNC7 (amerikai) és az ESH-ESC (európai) módszertani ajánlások azt támogatják, hogy kétféle gyógyszerrel kezdjék a kezelést azok, akiknek a szisztolés vérnyomása több mint 20 Hgmm-rel, a diasztolés pedig több mint 10 Hgmm-rel magasabb az ideálisnál és vagy többletkockázatú betegek esetén.
A renin–angiotenzin rendszer gátlói és a kalciumcsatorna-blokkolók, valamint a renin-angiotenzin rendszer gátlói és a vizelethajtók együttes használata a leggyakoribb. Többek között a következő kombinációk elfogadhatóak, illetve különösen hatékonyak:
- Béta-blokkolók és vizelethajtók
- ACE-gátló vagyangiotenzin-II—receptor blokkolók és vizelethajtók
- Dihidropiridin-típusú kalciumcsatorna-blokkolók és béta-blokkolók
- Dihidropiridin-típusú kalciumcsatorna-blokkolók és ACE-gátlók vagy angiotenzin-II—receptor blokkolók

A következő kombinációk nem ajánlottak:
- Nem dihidropiridin-típusú kalcium-blokkolók (mint a verapamil vagy a diltiazem) és béta-blokkolók
- Kettős renin-angiotenzin rendszergátlás (pl. angiotenzin-konvertáló enzim /ACE-gátlók + angiotenzin-receptor blokkolók)
- A renin-angiotenzin rendszer gátlói és béta-blokkolók
- Béta-blokkolók és anti-adrenerg gyógyszerek.[95]

Ahol lehetséges, a következő kombináció kerülendő, mivel heveny veseelégtelenséget okozhat: ACE-gátló vagy angiotenzin-II—receptor blokkoló, vizelethajtó és nem-szteroid gyulladáscsökkentő gyógyszerek (NSAID) (a szelektív COX-2 gátló és a vény nélkül kapható gyulladáscsökkentő gyógyszereket is beleértve). Az ausztrál egészségügyi irodalomban ennek csúfneve „háromszoros átok” (triple whammy). Olyan gyógyszerek is kaphatók, amelyek kétféle gyógyszer kombinációját tartalmazzák. Bár ezek kényelmi szempontból vonzóak, leginkább azok számára megfelelőek, akiknél az egyes gyógyszerek dózisa be van állítva.

### Időseknél
A hipertónia mérsékelt és súlyos eseteinek kezelése csökkenti a halálozási arányt és a szív- és érrendszeri mellékhatásokat a 60 évnél idősebbek körében. A 80 évnél idősebbek között a kezelés nem szorítja vissza jelentősen a halálozási arányt, de csökkenti a szívbetegség kockázatát. 
A javasolt célérték 140/90 mmHg-nél alacsonyabb vérnyomás, ezt Amerikában elsősorban tiazid vizelethajtókkal próbálják elérni. 
A felülvizsgált brit irányelvek a kalciumcsatorna-gátlók használatát részesítik előnyben, a klinikai célérték 150/90 mmHg alatti érték, vagy 145/85 mmHg alatti érték otthoni vagy ambuláns vérnyomásmérővel mérve.

### Rezisztens hipertónia
A rezisztens hipertónia olyan magas vérnyomás, amely a célérték felett marad három különböző csoportba tartozó, magas vérnyomást célzó gyógyszeregyüttes használata ellenére is. A rezisztens hipertónia kezelésére az Egyesült Királyságban 
és az Egyesült Államokban is kiadtak egy módszertani ajánlást.

## Hasznos tudnivalók

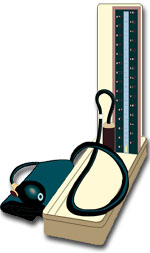
Higanyos manométer

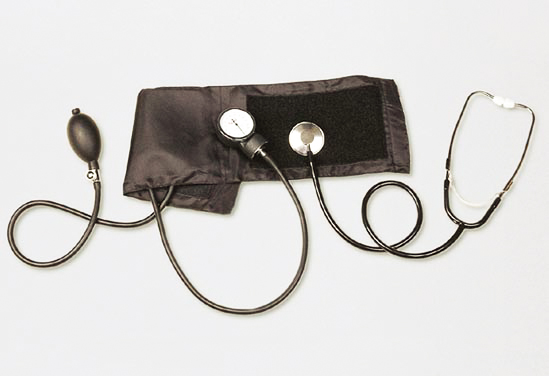
Aneroid manométer

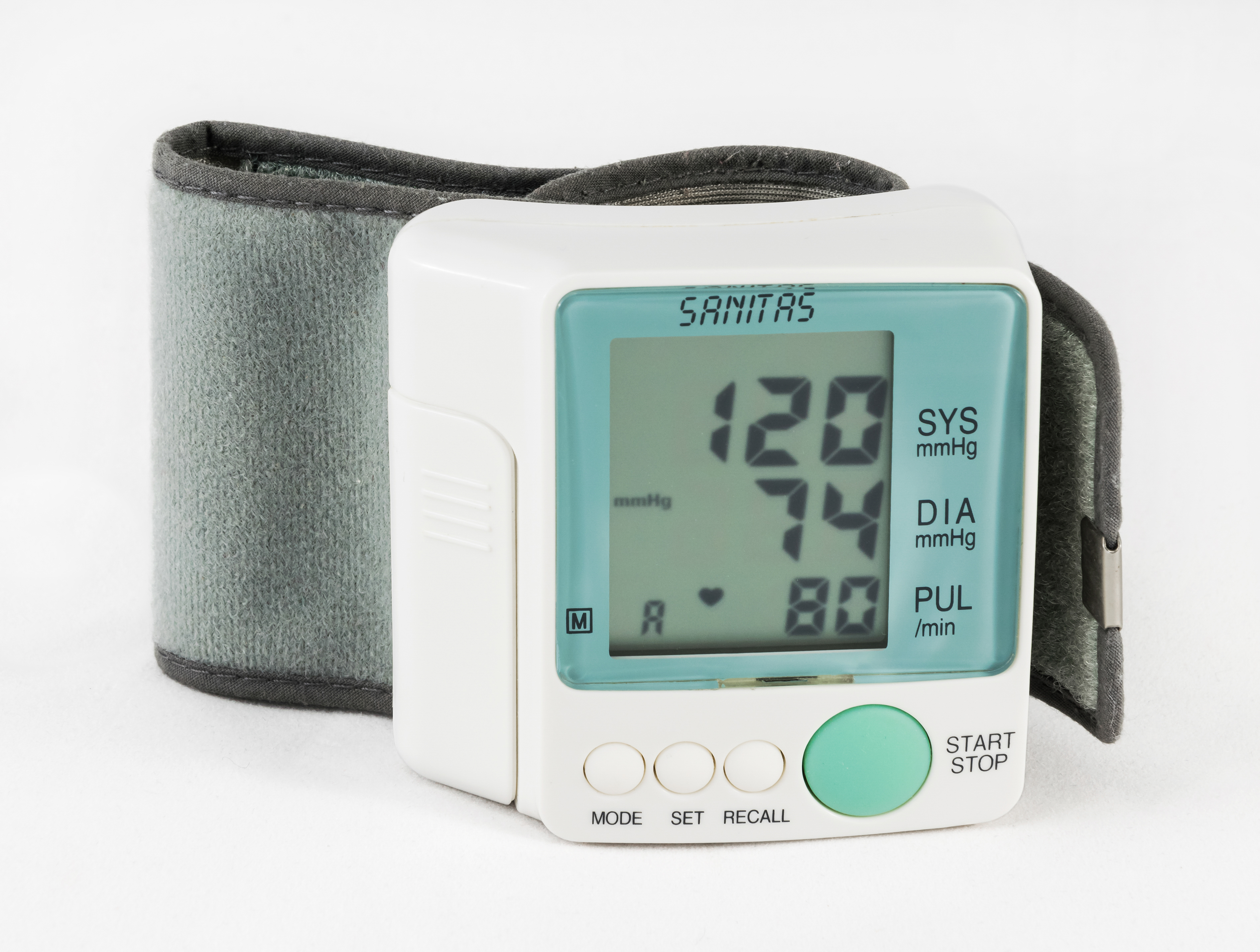
Digitális vérnyomásmérő

Diagnózis felállításakor az orvos elsőként részletesen kikérdezi a beteget, feltérképezi az esetleges korábbi betegségeket, a család kórtörténetét.
Hipertónia esetén a legfontosabb diagnosztikai eljárás a vérnyomás mérése. A legrégebbi vérnyomásmérő a ma is legmegbízhatóbbként számontartott higanyos manométer. A legelterjedtebb eszköz az aneroid manométer, de otthoni körülmények között végzett vérnyomásmérésre alkalmas a digitális vérnyomásmérő is. Ajánlatos ötpercnyi pihenés után újramérni a vérnyomást. A betegek egy részénél már a kórházi környezet, az orvosi vizsgálat miatti izgatottság is vérnyomás-emelkedést okoz, ezt nevezik „fehérköpeny-hipertóniának”. Ennek kiküszöbölése szempontjából fontos az otthoni, napi többszöri vérnyomásmérés.
A terhelési vérnyomásértékek is fontos információt szolgáltatnak, továbbá a vér- és vizeletanalízis, a vesék és a szív ultrahangos vizsgálata, a szemfenéki kép megtekintése, elektrokardiogram készítése stb. is segíthet a diagnózis felállításában.
A gyógyszeres kezelés mellett a beteg is nagyon sokat tehet egészsége helyreállítása érdekében. Javallott a „káros életmód” megváltoztatása, mint például:
- a dohányzás, túlzott alkoholfogyasztás abbahagyása;
- az étkezési szokások megváltoztatása: több zöldség és gyümölcs fogyasztása, a sóbevitel csökkentése, az állati zsírok növényi olajokkal, a húsételek hallal való helyettesítése.

A túlsúlyos, magas vérnyomásban szenvedő betegek számára a legfontosabb a testsúly csökkentése. Általános felfogás szerint minden leadott kilogramm 2 mmHg-rel csökkenti a vérnyomást.
Ezek mellett ajánlott a stressz megszüntetése, valamint a testmozgásra fordított idő növelése. A mozgás kedvezően befolyásolja a zsír- és cukoranyagcserét, segít a fogyásban.

## Vérnyomáscsökkentő gyógyszerek
A magas vérnyomás visszaszorítását úgynevezett antihipertenzív gyógyszerek is elősegíthetik, amelyek hatásuk alapján négy nagyobb csoportba oszthatóak:
- a nátriumürítést fokozó vizelethajtók;
- a szimpatikus idegrendszerre ható szerek;
- az értágítók;
- a kalciumcsatorna-gátló gyógyszerek.

Az orvosok előszeretettel írnak fel enalapril alapú készítményeket, ezeknek azonban (mint minden gyógyszernek) súlyos mellékhatásai lehetnek:
- száraz, szaggató köhögés;
- torokfájás, rekedtség, hörghurut, nehézlégzés;
- az orrmelléküregek gyulladása, nátha;
- a hörgők légszomjjal járó görcsös (asztmás) összehúzódása;
- a tüdők gyulladásos beszűrődése;
- a szájnyálkahártya és a nyelv gyulladása, szájszárazság.

## Fordítás
- Ez a szócikk részben vagy egészben  a   Hypertension című angol Wikipédia-szócikk ezen változatának fordításán alapul.  Az eredeti cikk szerkesztőit annak laptörténete sorolja fel. Ez a jelzés csupán a megfogalmazás eredetét és a szerzői jogokat jelzi, nem szolgál a cikkben szereplő információk forrásmegjelöléseként.

## Ajánlások
- Az Egészségügyi Minisztérium szakmai irányelve – A hypertoniabetegség kezelése Archiválva 2013. május 13-i dátummal a Wayback Machine-ben (2005)
- A Magyar Hypertonia Társaság 2009. november 10-i konszenzus konferenciáján elfogadott, a Belgyógyászati Szakmai Kollégium 2009. november 25-i ülésén jóváhagyott „A hypertoniabetegség felnőttkori és gyermekkori kezelésének szakmai és szervezeti irányelvei” (2009)